# Liste der Naturdenkmale im Amt Hagenow-Land
In der Liste der Naturdenkmale im Amt Hagenow-Land werden die Einzel-Naturdenkmale und Flächennaturdenkmale aufgeführt, welche sich in dem zum Landkreis Ludwigslust-Parchim (Mecklenburg-Vorpommern) gehörenden Amt Hagenow-Land befinden. Es handelt sich um eine Teilliste der Liste der Naturdenkmale im Landkreis Ludwigslust-Parchim.
Zwar liegen Teile des Amtsgebietes im Biosphärenreservat Flusslandschaft Elbe. Das für die in diesem Gebiet befindlichen Naturdenkmale zuständige Biosphärenreservatsamt hat allerdings keine eigene Verordnung über die Festsetzung von Naturdenkmalen veröffentlicht.

## Naturdenkmale
Im Amtsgebiet befinden sich Stand 2025 die folgenden 58 Bäume, die als Naturdenkmale geschützt sind. Des Weiteren führt die Liste sieben ehemalige Naturdenkmale auf. 

| Bild                          | Nr.  | Bezeichnung   | Standort                                                                                            | Beschreibung | Schutzzweck | Verordnung |
| ----------------------------- | ---- | ------------- | --------------------------------------------------------------------------------------------------- | --- | ----------- | ---------- |
| BW                            | 250a | Eiche         | Gammelin Bakendorf (53° 29′ 42,7″ N, 11° 13′ 5,1″ O)                                                | |             | [ 1 ]      |
| BW                            | 250b | Eiche         | Gammelin Bakendorf (53° 29′ 42,7″ N, 11° 13′ 5,1″ O)                                                | |             | [ 1 ]      |
| BW                            | 251  | Eiche         | Gammelin Bakendorf (53° 29′ 45,3″ N, 11° 13′ 10,6″ O)                                               | Der Schutzstatus wurde 2004 aufgehoben. |             | [ 1 ]      |
| BW                            | 252  | Eiche         | Gammelin Bakendorf (53° 29′ 39,2″ N, 11° 13′ 6″ O)                                                  | |             | [ 1 ]      |
| BW                            | 253  | Stieleiche    | Gammelin Bakendorf (53° 29′ 46,7″ N, 11° 13′ 5,8″ O)                                                | Der Baum besitzt einen stark abholzigen Stamm mit einer eingewachsenen Steintafel sowie eine unregelmäßige Krone. 2002 wurde die Krone zur Verringerung der Bruchgefahr eingekürzt, weil die Eiche einen hohlen, mit Beton vergossenen Stamm hat und von Kernfäule betroffen ist. |             | [ 1 ]      |
| BW                            | 254  | Eiche         | Kuhstorf (53° 22′ 54,5″ N, 11° 14′ 35,1″ O)                                                         | Die Unterschutzstellung erfolgte 2004. |             | [ 2 ]      |
| BW                            | 269  | Eiche         | Pritzier Schwechow (53° 22′ 49,7″ N, 11° 2′ 17,6″ O)                                                | |             | [ 1 ]      |
| BW                            | 270  | Eiche         | Pritzier Schwechow (53° 22′ 43,8″ N, 11° 2′ 28,8″ O)                                                | |             | [ 1 ]      |
| BW                            | 276  | Eiche         | Pritzier (53° 22′ 36,6″ N, 11° 4′ 32,1″ O)                                                          | |             | [ 1 ]      |
| BW                            | 277  | Eiche         | Pritzier (53° 22′ 35,3″ N, 11° 4′ 27″ O)                                                            | |             | [ 1 ]      |
| BW                            | 280  | Eiche         | Pritzier Schwechow (53° 23′ 12,2″ N, 11° 2′ 58,5″ O)                                                | |             | [ 1 ]      |
| BW                            | 281  | Stieleiche    | Pritzier Schwechow (53° 21′ 45,9″ N, 11° 3′ 13,7″ O)                                                | Durch Ausbruch eines Starkastes hat der Baum mit breiter, ausladender Krone einen Stammschaden erlitten. |             | [ 1 ]      |
| BW                            | 282  | Eiche         | Pritzier Schwechow (53° 23′ 13,3″ N, 11° 2′ 54,8″ O)                                                | |             | [ 1 ]      |
| BW                            | 283  | Eiche         | Pritzier Schwechow (53° 23′ 22,9″ N, 11° 2′ 50,7″ O)                                                | Der Schutzstatus wurde 2004 aufgehoben. |             | [ 1 ]      |
| BW                            | 284  | Eiche         | Pritzier Schwechow (53° 23′ 23,5″ N, 11° 3′ 3,4″ O)                                                 | |             | [ 1 ]      |
| BW                            | 285  | Eiche         | Pritzier Schwechow (53° 22′ 4,6″ N, 11° 4′ 5,4″ O)                                                  | |             | [ 1 ]      |
| BW                            | 286  | Eiche         | Pritzier Schwechow (53° 22′ 37,6″ N, 11° 3′ 58,9″ O)                                                | |             | [ 1 ]      |
| BW                            | 287  | Eiche         | Pritzier Schwechow (53° 22′ 41,3″ N, 11° 4′ 4,4″ O)                                                 | |             | [ 1 ]      |
| BW                            | 288  | Eiche         | Pritzier Schwechow (53° 22′ 30,3″ N, 11° 3′ 25,4″ O)                                                | |             | [ 1 ]      |
| BW                            | 289  | Eiche         | Pritzier Schwechow (53° 22′ 29,8″ N, 11° 2′ 57,5″ O)                                                | |             | [ 1 ]      |
| BW                            | 290  | Eiche         | Pritzier Schwechow (53° 22′ 33,8″ N, 11° 2′ 36,6″ O)                                                | |             | [ 1 ]      |
| BW                            | 291  | Eiche         | Pritzier Schwechow (53° 21′ 41,4″ N, 11° 3′ 31,8″ O)                                                | |             | [ 1 ]      |
| mehr Fotos \| Fotos hochladen | 293  | Renseeiche    | Pritzier Schwechow (53° 21′ 40,5″ N, 11° 3′ 27,2″ O)                                                | Der Stamm dieser Stieleiche verzweigt in etwa 10 Meter Höhe in mehrere Äste, viele sind bereits abgebrochen oder abgestorben. Bei dem Baum könnte es sich um eine sogenannte Hudeeiche handeln. Die Unterschutzstellung erfolgte 2004.                                            |             | [ 2 ]      |
| BW                            | 296  | Eiche         | Pritzier Schwechow (53° 22′ 26,2″ N, 11° 3′ 8,2″ O)                                                 | |             | [ 1 ]      |
| BW                            | 298  | Eiche         | Pritzier Schwechow (53° 22′ 16,8″ N, 11° 3′ 14,5″ O)                                                | |             | [ 1 ]      |
| BW                            | 299  | Eiche         | Pritzier Schwechow (53° 22′ 13,6″ N, 11° 3′ 7,8″ O)                                                 | Der Schutzstatus wurde 2004 aufgehoben. |             | [ 1 ]      |
| Fotos hochladen               | 301  | Friedenseiche | Redefin vor dem Gemeindehaus (53° 20′ 56,2″ N, 11° 12′ 17″ O)                                       | Es handelt sich um eine Stieleiche. Der Baum wurde anlässlich des Endes des Deutsch-Französischen Krieges gepflanzt. |             | [ 1 ]      |
| BW                            | 303  | Hängebuche    | Warlitz Goldenitz am ehemaligen Gutshaus (53° 22′ 16,6″ N, 11° 6′ 52″ O)                            | Aufgrund der starken Neigung stützt sich der Baum mit mehreren Ästen auf dem Boden ab. |             | [ 1 ]      |
| BW                            | 304  | Rosskastanie  | Pritzier vor dem Herrenhaus (53° 22′ 48,5″ N, 11° 4′ 56,3″ O)                                       | Der Schutzstatus wurde 2017 aufgehoben. |             | [ 1 ]      |
| BW                            | 305  | Eiche         | Toddin (53° 24′ 52″ N, 11° 7′ 59,9″ O)                                                              | Der Schutzstatus wurde 2004 aufgehoben. |             | [ 1 ]      |
| BW                            | 306  | Stieleiche    | Redefin auf dem Kirchhof (53° 20′ 54,4″ N, 11° 12′ 4,4″ O)                                          | Vermutlich wurde der Baum um 2013 gefällt. Heutzutage ist nur noch ein Stammrest übrig. Der Schutzstatus wurde 2017 aufgehoben. |             | [ 1 ]      |
| BW                            | 307  | Eiche         | Redefin (53° 21′ 16″ N, 11° 10′ 49,3″ O)                                                            | |             | [ 1 ]      |
| BW                            | 308  | Eiche         | Redefin (53° 21′ 17,8″ N, 11° 10′ 24,2″ O)                                                          | |             | [ 1 ]      |
| BW                            | 309  | Eiche         | Redefin (53° 21′ 12,7″ N, 11° 10′ 51,9″ O)                                                          | |             | [ 1 ]      |
| BW                            | 310  | Eiche         | Warlitz Goldenitz (53° 22′ 27,3″ N, 11° 6′ 23,9″ O)                                                 | |             | [ 1 ]      |
| BW                            | 311  | Eiche         | Warlitz Goldenitz (53° 22′ 27,4″ N, 11° 6′ 26,3″ O)                                                 | |             | [ 1 ]      |
| BW                            | 312  | Eiche         | Pritzier (53° 22′ 23,5″ N, 11° 4′ 12,6″ O)                                                          | |             | [ 1 ]      |
| mehr Fotos \| Fotos hochladen | 313  | Gerichtseiche | Toddin Setzin (53° 23′ 55,4″ N, 11° 3′ 18,5″ O)                                                     | Die Stieleiche besitzt einen leicht gedrehten Stamm. Die sehr schmale Krone besteht aus nur noch wenigen Ästen und mehrere starke Äste sind abgebrochen. Ob die Eiche tatsächlich als Gerichtsbaum genutzt wurde, ist nicht belegt.                                               |             | [ 1 ]      |
| mehr Fotos \| Fotos hochladen | 314  | Eiche         | Toddin Setzin (53° 23′ 55,4″ N, 11° 3′ 16,2″ O)                                                     | |             | [ 1 ]      |
| BW                            | 315  | Eiche         | Toddin Setzin (53° 24′ 23,4″ N, 11° 4′ 51,8″ O)                                                     | Der Schutzstatus wurde 2004 aufgehoben. |             | [ 1 ]      |
| mehr Fotos \| Fotos hochladen | 316  | Eiche         | Toddin Setzin (53° 24′ 15,4″ N, 11° 5′ 34″ O)                                                       | |             | [ 1 ]      |
| mehr Fotos \| Fotos hochladen | 317  | Eiche         | Toddin Setzin (53° 24′ 17,1″ N, 11° 5′ 37,3″ O)                                                     | |             | [ 1 ]      |
| mehr Fotos \| Fotos hochladen | 318  | Eiche         | Pritzier (53° 21′ 43,2″ N, 11° 5′ 26,2″ O)                                                          | Mittlerweile ist der Baum umgestürzt. |             | [ 1 ]      |
| mehr Fotos \| Fotos hochladen | 319  | Eiche         | Pritzier (53° 21′ 41,6″ N, 11° 5′ 25,7″ O)                                                          | |             | [ 1 ]      |
| mehr Fotos \| Fotos hochladen | 320  | Eiche         | Pritzier (53° 21′ 38,1″ N, 11° 5′ 13,3″ O)                                                          | |             | [ 1 ]      |
| BW                            | 321  | Eiche         | Pritzier (53° 22′ 47,4″ N, 11° 5′ 25,2″ O)                                                          | |             | [ 1 ]      |
| Fotos hochladen               | 322  | Stieleiche    | Pritzier In der Nähe der Straße nach Lübtheen und der Gabelung B5. (53° 22′ 31,3″ N, 11° 5′ 6,2″ O) | In der schirmförmigen Krone des Baumes sind ein paar Äste abgestorben. |             | [ 1 ]      |
| Fotos hochladen               | 323  | Stieleiche    | Pritzier In der Nähe der Straße nach Lübtheen und der Gabelung B5. (53° 22′ 32,9″ N, 11° 5′ 8,1″ O) | Der Baum besitzt eine große, etwas unregelmäßige Krone, in der ein paar einzelne Äste abgestorben sind. |             | [ 1 ]      |
| Fotos hochladen               | 324  | Stieleiche    | Pritzier In der Nähe der Straße nach Lübtheen und der Gabelung B5. (53° 22′ 34″ N, 11° 5′ 7″ O)     | Der abholzige Stamm trägt eine sehr große Krone. |             | [ 1 ]      |
| mehr Fotos \| Fotos hochladen | 325a | Eiche         | Pritzier (53° 23′ 1,8″ N, 11° 4′ 15,6″ O)                                                           | |             | [ 1 ]      |
| mehr Fotos \| Fotos hochladen | 325b | Eiche         | Pritzier (53° 23′ 0,7″ N, 11° 4′ 17,2″ O)                                                           | |             | [ 1 ]      |
| mehr Fotos \| Fotos hochladen | 326  | Eiche         | Pritzier (53° 23′ 44,2″ N, 11° 5′ 23,5″ O)                                                          | |             | [ 1 ]      |
| mehr Fotos \| Fotos hochladen | 327  | Eiche         | Pritzier (53° 23′ 25,5″ N, 11° 5′ 21,1″ O)                                                          | |             | [ 1 ]      |
| mehr Fotos \| Fotos hochladen | 328  | Eiche         | Pritzier (53° 23′ 31,8″ N, 11° 5′ 28,2″ O)                                                          | |             | [ 1 ]      |
| mehr Fotos \| Fotos hochladen | 329  | Eiche         | Pritzier (53° 23′ 33,5″ N, 11° 5′ 29,3″ O)                                                          | |             | [ 1 ]      |
| BW                            | 330  | Eiche         | Pritzier Schwechow (53° 21′ 45,6″ N, 11° 3′ 45,6″ O)                                                | |             | [ 1 ]      |
| BW                            | 331  | Eiche         | Pritzier Schwechow (53° 21′ 44,7″ N, 11° 3′ 39,3″ O)                                                | |             | [ 1 ]      |
| BW                            | 332  | Eiche         | Pritzier Schwechow (53° 21′ 58,3″ N, 11° 3′ 35″ O)                                                  | |             | [ 1 ]      |
| BW                            | 333  | Eiche         | Pritzier Schwechow (53° 21′ 58,4″ N, 11° 3′ 35,3″ O)                                                | |             | [ 1 ]      |
| BW                            | 334  | Eiche         | Pritzier Schwechow (53° 22′ 0,5″ N, 11° 3′ 40,5″ O)                                                 | |             | [ 1 ]      |
| BW                            | 335  | Eiche         | Pritzier Schwechow (53° 22′ 7,7″ N, 11° 3′ 42,3″ O)                                                 | |             | [ 1 ]      |
| BW                            | 336  | Eiche         | Pritzier Schwechow (53° 22′ 38,2″ N, 11° 3′ 19,3″ O)                                                | |             | [ 1 ]      |
| BW                            | 337  | Eiche         | Pritzier Schwechow (53° 22′ 43,2″ N, 11° 3′ 8,5″ O)                                                 | |             | [ 1 ]      |
| mehr Fotos \| Fotos hochladen | 338  | Eiche         | Pritzier Schwechow (53° 23′ 33,6″ N, 11° 3′ 6,1″ O)                                                 | |             | [ 1 ]      |
| mehr Fotos \| Fotos hochladen | 339  | Eiche         | Pritzier Schwechow (53° 23′ 30″ N, 11° 3′ 4,6″ O)                                                   | |             | [ 1 ]      |

## Flächennaturdenkmale
Es gibt mit Stand 2022 vier Flächennaturdenkmale im Amt Hagenow-Land.

| Bild                          | Nr.         | Bezeichnung                                       | Standort                                       | Beschreibung | Schutzzweck | Verordnung                                                           |
| ----------------------------- | ----------- | ------------------------------------------------- | ---------------------------------------------- | --- | ----------- | -------------------------------------------------------------------- |
| mehr Fotos \| Fotos hochladen | fnd_lwl_005 | Bruchwald „Viereck“                               | Toddin Ruhetal (53° 25′ 9,7″ N, 11° 1′ 41″ O)  | 1984 wurde eine Bruchwald-Fläche von 1,5 ha unter Schutz gestellt. Es handelt sich dabei um einen 4,1 ha großen Mischwald mit Sumpfgebiet sowie einen Kranichbrutplatz. |             | Beschluss des Rates des Kreises Hagenow Nr. 191-25/84 vom 08.12.1984 |
| BW                            | fnd_lwl_010 | Klüßer Mühle                                      | Kirch Jesar (53° 26′ 35,9″ N, 11° 18′ 57,2″ O) | Die 3 ha große Fläche ist ein Teichgebiet in dem Kraniche gebrütet haben. Mittlerweile ist dieser Teich verlandet und 2007 konnten keine Kraniche mehr nachgewiesen werden. Da der Klüßer Mühlenbach ein Nebenfluss der Sude ist, überschneidet sich die geschützte Fläche mit einem Teil des FFH-Gebietes Sude mit Zuflüssen. |             | Beschluss des Rates des Kreises Hagenow Nr. 191-25/84 vom 08.12.1984 |
| BW                            | fnd_lwl_011 | Warlitz (Bruchwald)                               | Warlitz (53° 21′ 59,4″ N, 11° 9′ 56,3″ O)      | Der 4,59 ha große Erlen-Bruchwald enthält Wasserlöcher sowie Schilfflächen und dient Kranichen als Nahrungsgebiet. Er wurde 1974 mit einer Fläche von 1,5 ha als Naturdenkmal geschützt. |             | Beschluss des Rates des Kreises Hagenow Nr. 54-15/74 vom 13.05.1974  |
| BW                            | fnd_lwl_012 | Kranichbrutgebiet im Eichofer Revier Abt. 106/107 | Redefin (53° 21′ 53,5″ N, 11° 10′ 23,3″ O)     | Der Beschluss, mit dem das Gebiet 1986 ausgewiesen wurde, nennt eine Fläche von lediglich 3 ha. Es handelt sich um einen von Wald umschlossenen, langgestreckten Sumpf, in dem Kraniche brüten. Die tatsächliche Fläche beträgt 16,99 ha.                                                                                      |             | Beschluss des Rates des Kreises Hagenow Nr. 241-25/86 vom 03.12.1986 |